# Meer van Retournemer
Het meer van Retournemer (Frans: lac de Retournemer) is een meer in de Franse Vogezen bij de plaats Xonrupt-Longemer.
Het meer is ontstaan in het weichselien en is vanuit een roche moutonnée ontstaan. Het is een bergmeer en ligt op 776 meter boven de zeespiegel. Het meer bestrijkt meer dan 5 hectare en heeft een lengte van 320 meter en een breedte van 250 meter. Het diepste punt is meer dan 11,5 meter.
Het meer heeft, in tegenstelling tot het nabijgelegen meer van Longemer, geen toeristische functie.